# Alphonse Chodron de Courcel
Alphonse Chodron de Courcel, född 30 juli 1835 i Paris, död där 16 juni 1919, var en fransk baron och diplomat. Han var dotterson till Antoine Boulay de la Meurthe.

## Biografi
Courcel studerade vid Paris universitet och vid flera tyska universitet samt blev 1858 juris doktor i Bonn. År 1859 inträdde han i sitt lands diplomati, var attaché i Bryssel och Sankt Petersburg samt blev 1869 underdirektör i utrikesministeriet. År 1880 utnämndes han till direktör för dess politiska avdelning samt till medlem av conseil d'état och 1881 sändes han av Léon Gambetta som ambassadör till Berlin, där han stannade till 1886, då Georges Boulangers utnämning till krigsminister förmådde honom att begära avsked. I januari 1892 valdes han i Versailles till senator och slöt sig i senaten till vänstra centern. År 1893 utsågs han av president Sadi Carnot till president för den skiljedomstol, som reglerade tvisten mellan Storbritannien och Förenta staterna rörande fisket i Berings sund, samt var 1894–1898 fransk ambassadör i London. År 1900 omvaldes han till senator och hade sedan diverse diplomatiska missioner. Han blev 1899 Louis Buffets efterträdare som medlem av Académie des sciences morales et politiques. Courcel tillhörde senaten till sin död och tog verksam del i dess kommissionsarbete, men uppträdde sällan i debatterna. Han skrev bland annat Notice sur le duc de Broglie (1901) och Notice sur la vie et les travaux de Louis Buffet (1902).